# 小行星157473
小行星157473（157473 Emuno）是一颗绕太阳运转的小行星，为主小行星带小行星。该小行星于2005年8月发现。
該小行星以西班牙業餘天文學家團體M1的西班牙語拼法「Em Uno」命名。

## 轨道参数
小行星157473的轨道半长轴为350 912 023 km（2.3456686 UA），离心率为0.18。